# George C. Barnhardt

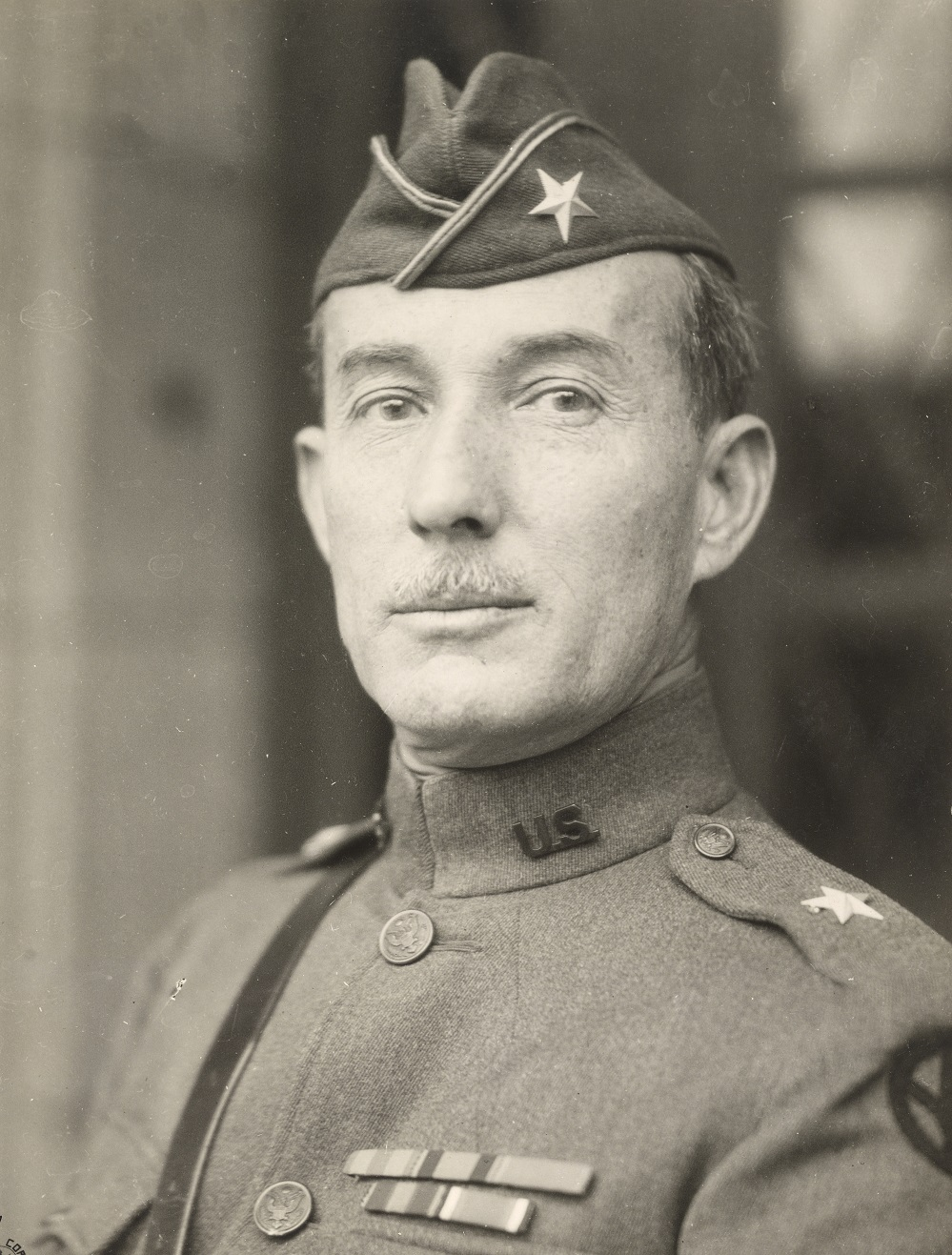
George Columbus Barnhardt (1919)

George Columbus Barnhardt (* 28. Dezember 1868 in Gold Hill, Rowan County, North Carolina; † 10. Dezember 1930 in Fort Bliss, Texas) war ein Brigadegeneral der United States Army. Er war unter anderem Kommandeur der 1. US-Kavalleriedivision.
George Barnhardt war ein Sohn von Marshall Lank Barnhardt (1842–1895) und dessen Frau Sarah Pines Dunlap (1844–1922). In den Jahren 1888 bis 1892 durchlief er die United States Military Academy in West Point. Nach seiner Graduation wurde er als Leutnant der Kavallerie zugeteilt. In der Armee durchlief er anschließend alle Offiziersränge vom Leutnant bis zum Brigadegeneral.
In seinen jüngeren Jahren absolvierte er den für Offiziere in den niederen Rangstufen üblichen Dienst in verschiedenen Einheiten und Standorten in den Vereinigten Staaten. Während des Spanisch-Amerikanischen Kriegs war er auf Kuba eingesetzt. Nach einer zweijährigen Stationierung in Fort Leavenworth nahm Barnhardt an der Niederschlagung des Boxeraufstands in China teil. Anschließend folgte eine vierjährige Stationierung auf den Philippinen.
In den Jahren 1907 bis 1916 war Barnhardt zunächst bis 1909 in Kuba stationiert und dann Stabsoffizier in verschiedenen Verwendungen. Im Jahr 1916 war er an der mexikanischen Grenze eingesetzt, als es im Zusammenhang mit der Mexikanischen Expedition zu Spannungen mit diesem Nachbarland kam. Während des Ersten Weltkriegs war er mit den American Expeditionary Forces in Frankreich eingesetzt. Dabei nahm er als Kommandeur des 28. Infanterieregiments unter anderem an der Schlacht von St. Mihiel und der Maas-Argonnen-Offensive teil. Wenig später erhielt er das Kommando über eine Brigade.
Nach seiner Rückkehr in die Vereinigten Staaten studierte Barnhardt am Command and General Staff College (1920) und dann am United States Army War College (1921). Danach diente er in den Jahren 1921 bis 1925 als Generalstabsoffizier. Anschließend kommandierte er bis 1927 das sechste Kavallerieregiment. Von Juli bis September 1927 hatte er den Oberbefehl über den Militärbezirk um die Bundeshauptstadt Washington, D.C. Es folgte eine Versetzung nach Hawaii, wo er eine Infanteriebrigade kommandierte. Im Oktober 1930 erhielt er das Kommando über die 1. Kavalleriedivision, die damals in Fort Bliss ansässig war. Dieses Kommando behielt er bis zu seinem Tod am 10. Dezember 1930. Er wurde zunächst auf dem Concordia Cemetery in El Paso beigesetzt und später auf den Friedhof der Militärakademie West Point umgebettet.

## Orden und Auszeichnungen
George Barnhardt erhielt im Lauf seiner militärischen Laufbahn unter anderem folgende Auszeichnungen:
- Army Distinguished Service Medal
- Silver Star
- Croix de Guerre (Frankreich)
- Orden der Ehrenlegion (Frankreich)